# LIVE TWENITY
『LIVE TWENITY』（ライブ・トゥウェニティ）は、日本のロックバンド、L'Arc〜en〜Cielのライブビデオ。2012年6月13日発売。発売元はKi/oon Music。

## 解説
L'Arc〜en〜Cielがこれまでに行ってきたライブ・コンサートの中から、厳選した20曲のライブ映像を集めた自身初の映像版ベストセレクション。
本作には、1998年から2011年の間に発表したライブビデオから選出した19曲に加え、ボーナストラックとして、2011年に開催したバンド結成20周年を記念したライブツアー「20th L'Anniversary TOUR」の京セラドーム大阪公演で披露した「X X X」の初出し映像が収録されている。
本作のリリースプロモーションとして、2012年6月4日から同年6月10日にかけて、ソニービルのコミュニケーションゾーン「OPUS（オーパス）」で、本作収録の映像の一部を視聴できるイベント「L'Arc〜en〜Ciel PREMIERE SCREENING Supported by Sony and Ki/oon Music」が期間限定で開催されている。んそ、このイベントでは、2012年3月から海外8ヶ国10都市で全10公演を開催したワールドツアー「WORLD TOUR 2012」のマディソン・スクエア・ガーデン公演から、「CHASE -English version-」のライブ映像も上映されている。
フィジカルは通常盤（DVD）の1形態で販売されている。ちなみに、フィジカルの税抜き販売価格が3,920円と設定されているが、これはバンド結成20周年を迎えたことに対する感謝の想い（Thank you＝39、結成20周年＝20）を意図したものとなっている。また、発表から約1年2ヶ月後の2013年8月7日には、iTunes Storeにて本作のダウンロード配信が開始されている。

## 収録曲
- 楽曲は過去の作品からの再録であるため（「X X X」を除く）、ここではオリジナルの収録作品を付記する。

1. 虹 【1997 REINCARNATION、1997年12月23日、東京ドーム】
『A PIECE OF REINCARNATION』・『FIVE LIVE ARCHIVES 2』（Disc 1）に収録。
2. 花葬 【Tour '98 ハートに火をつけろ!、1998年10月21日、国立代々木競技場 第一体育館】
『ハートに火をつけろ!』に収録。
3. Caress of Venus 【1999 GRAND CROSS TOUR、1999年8月22日、東京ビッグサイト 駐車場特設ステージ】
『1999 GRAND CROSS CONCLUSION』に収録。
4. NEO UNIVERSE （RESET>>LIVE *000、1999年12月31日-2000年1月1日、東京ビッグサイト 東館展示ホール1-3】
『FIVE LIVE ARCHIVES』（Disc 3）に収録。
5. HONEY 【CLUB CIRCUIT 2000 REALIVE、2000年10月27日、Zepp Osaka】
『CLUB CIRCUIT 2000 REALIVE -NO CUT-』に収録。
6. HEAVEN'S DRIVE 【TOUR 2000 REAL、2000年12月6日、東京ドーム】
『FIVE LIVE ARCHIVES』（Disc 4）に収録。
7. Driver's High 【Shibuya Seven days 2003、2003年6月6日、国立代々木競技場 第一体育館】
『7』に収録。
8. REVELATION 【SMILE TOUR 2004、2004年6月12日、大阪城ホール】
『SMILE TOUR 2004 〜全国編〜』に収録。
9. READY STEADY GO 【Live in USA、2004年7月31日、 ファースト・マリナー・アリーナ】
『LIVE IN U.S.A 〜at 1st Mariner Arena July 31, 2004〜』に収録。
10. TRUST 【AWAKE TOUR 2005、2005年8月31日、国立代々木競技場 第一体育館】
『AWAKE TOUR 2005』に収録。
11. 叙情詩 【ASIALIVE 2005、2005年9月25日、東京ドーム】
『ASIALIVE 2005』に収録。
12. the Fourth Avenue Café 【15th L'Anniversary Live、2006年11月26日、東京ドーム】
『15th L'Anniversary Live』に収録。
13. 夏の憂鬱 [time to say good-bye] 【Are you ready? 2007 またハートに火をつけろ!、2007年8月26日、富士急ハイランド コニファーフォレスト】
『FIVE LIVE ARCHIVES 2』（Disc 4）に収録。
14. Killing Me 【Are you ready? 2007 またハートに火をつけろ!、2007年8月31日、沖縄コンベンションセンター 劇場】
『Are you ready? 2007 またハートに火をつけろ! in OKINAWA』に収録。
15. MY HEART DRAWS A DREAM 【TOUR 2007-2008 THEATER OF KISS、2008年2月10日、国立代々木競技場 第一体育館】
『TOUR 2007-2008 THEATER OF KISS』に収録。
16. あなた 【TOUR 2008 L'7 〜Trans ASIA via PARIS〜、 2008年5月9日、ルゥ・ゼニット】
『LIVE IN PARIS』に収録。
17. forbidden lover 【TOUR 2008 L'7 〜Trans ASIA via PARIS〜、2008年6月1日、東京ドーム】
『TOUR 2008 L'7 〜Trans ASIA via PARIS〜』に収録。
18. Blurry Eyes 【20th L'Anniversary LIVE、2011年5月28日、味の素スタジアム】
『20th L'Anniversary LIVE -Day 1-』に収録。
19. GOOD LUCK MY WAY 【20th L'Anniversary LIVE、2011年5月29日、味の素スタジアム】
『20th L'Anniversary LIVE -Day 2-』に収録。
20. X X X 【20th L'Anniversary TOUR、2011年12月4日、京セラドーム大阪】
初収録。